# پتاسیم تارترات
پتاسیم تارترات (به انگلیسی: Potassium tartrate) با فرمول شیمیایی C۴H۴K۲O۶ یک ترکیب شیمیایی با شناسه پاب‌کم ۶۱۰۰۵۰۵ است. که جرم مولی آن ۲۲۶٫۲۷ g/mol می‌باشد. 